# Podúsek 2./XI. Hevlín

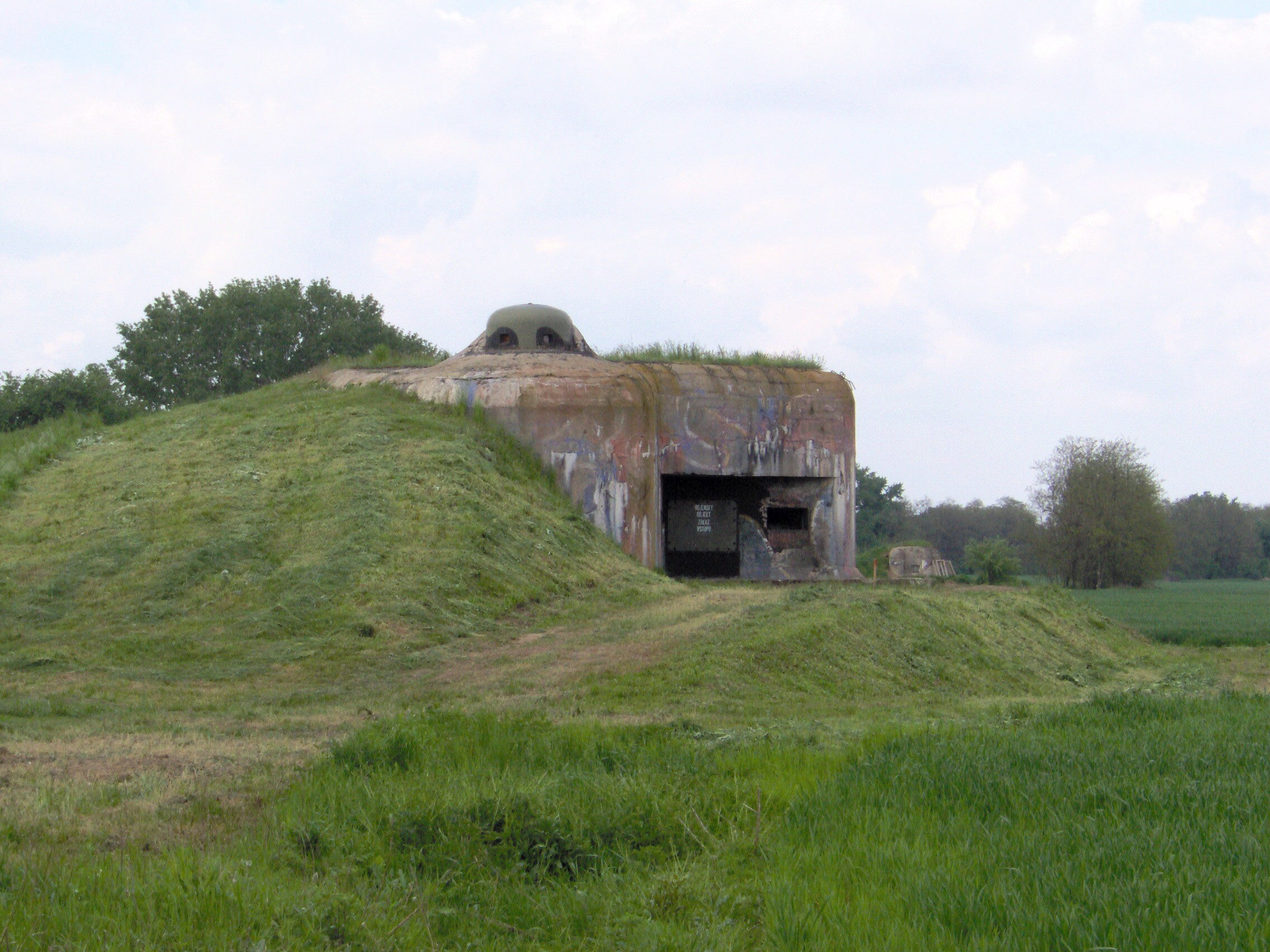
Pěchotní srub MJ-S 15 „Závora“

Stavební podúsek 2./XI. Hevlín byl součástí linie těžkého opevnění, které bylo stavěno v rámci ŽSV XI Hrušovany nad Jevišovkou v roce 1938 na jižní Moravě. Úsek měla vystavět firma Konstruktiva, k zadání stavby došlo 18. května 1938. Součástí úseku bylo 14 pěchotních srubů, z nichž se Konstruktivě podařilo do začátku října 1938 vybetonovat dva objekty.

## Základní údaje
Stavba linie byla zadána 18. května 1938 stavební firmě Konstruktiva, a. s., Praha II, za částku 19 184 988,70 Kč, která jej měla dokončit během 250 dní. Prvním pracovním dnem se stal 18. červen téhož roku. Velitelem podúseku se stal npor. žen. Ing. Václav Hanzlík, stavbyvedoucím npor. stav. Ing. Stanislav Kmoníček.
Střežení budovaných objektů zajišťovala 2./X. strážní rota z Hrušovan nad Jevišovkou pod velením npor. pěch. Jiřího Kopřivy, která byla zřízena 1. července 1938 a zrušena 30. listopadu 1938. Byla součástí strážního praporu X.

## Průběh linie
Linie stavěná jako druhý podúsek ŽSV XI měla navazovat jižně od Dyjákovic objektem MJ-S 15 na stavební podúsek 1./XI. Šatov, který končil objektem MJ-S 14 jižně od Hrádku. Objekt MJ-S 16 se nachází u výběžku rakouského území za Dyjí u Hevlína, další objekty již stojí na břehu Dyje. Linie měla dále pokračovat po břehu řeky až k obci Jevišovka, kde se měla stočit k železniční trati Znojmo – Břeclav, podél níž měla vést až do prostoru mezi Březím a Mikulovem, kde měla skončit pěchotním srubem MJ-S 28.

## Seznam objektů
Pozn.: Objekty jsou řazeny od západu na východ.
| Snímek          | Další snímky                                              | Označení | Název      | Podle projektu | Odolnost | Stav v r. 1938 (datum betonáže) | Osazení zvonů | Umístění                         | Poznámky      |
| --------------- | --------------------------------------------------------- | -------- | ---------- | -------------- | -------- | ------------------------------- | ------------- | -------------------------------- | ------------- |
| MJ-S 15 Závora  | Kategorie „MJ-S 15 Závora casemate“ na Wikimedia Commons  | MJ-S 15  | Závora     | OP-S 41        | II       | 18.–27. srpna 1938              | 1949/1950     | 48°44′50″ s. š., 16°18′25″ v. d. | muzeum        |
| MJ-S 16 Výběžek | Kategorie „MJ-S 16 Výběžek casemate“ na Wikimedia Commons | MJ-S 16  | Výběžek    | OP-S 9         | II       | 6.–13. září 1938                | 1949/1950     | 48°44′47″ s. š., 16°20′30″ v. d. | jednopodlažní |
|                 |                                                           | MJ-S 17  | Brod       | OP-S 41        | II       | postaveno bednění               | —             | 48°44′27″ s. š., 16°21′57″ v. d. |               |
|                 |                                                           | MJ-S 18  | Pískoviště | OP-S 41        | II       | postaveno bednění               | —             | 48°45′9″ s. š., 16°24′12″ v. d.  |               |
|                 |                                                           | MJ-S 19  | Les        | OP-S 41        | II       | výkop                           | —             | 48°47′6″ s. š., 16°25′52″ v. d.  |               |
|                 |                                                           | MJ-S 20  | Bažina     | N-S 63         | II       | výkop                           | —             | 48°48′5″ s. š., 16°27′4″ v. d.   |               |
|                 |                                                           | MJ-S 21  | Louka      | OP-S 9         | II       | nerealizován                    | —             | 48°48′47″ s. š., 16°28′ v. d.    | jednopodlažní |
|                 |                                                           | MJ-S 22  | Výhybka    | OP-S 21        | II       | nerealizován                    | —             | 48°49′23″ s. š., 16°29′36″ v. d. | jednopodlažní |
|                 |                                                           | MJ-S 23  | Vinice     | N-S 47         | II       | nerealizován                    | —             | 48°49′44″ s. š., 16°30′11″ v. d. |               |
|                 |                                                           | MJ-S 24  | Hliník     | OP-S 12        | II       | nerealizován                    | —             | 48°49′28″ s. š., 16°31′24″ v. d. |               |
|                 |                                                           | MJ-S 25  | Sklepy     | N-S 84         | II       | nerealizován                    | —             | 48°49′9″ s. š., 16°32′3″ v. d.   | jednopodlažní |
|                 |                                                           | MJ-S 26  | Stanice    | OP-S 41        | II       | nerealizován                    | —             | 48°48′42″ s. š., 16°33′8″ v. d.  |               |
|                 |                                                           | MJ-S 27  | Domek      | OP-S 41        | II       | nerealizován                    | —             | 48°48′31″ s. š., 16°34′24″ v. d. |               |
|                 |                                                           | MJ-S 28  | Zářez      | OP-S 12        | II       | nerealizován                    | —             | 48°48′31″ s. š., 16°35′23″ v. d. |               |

## Popis objektů

### MJ-S 15 „Závora“

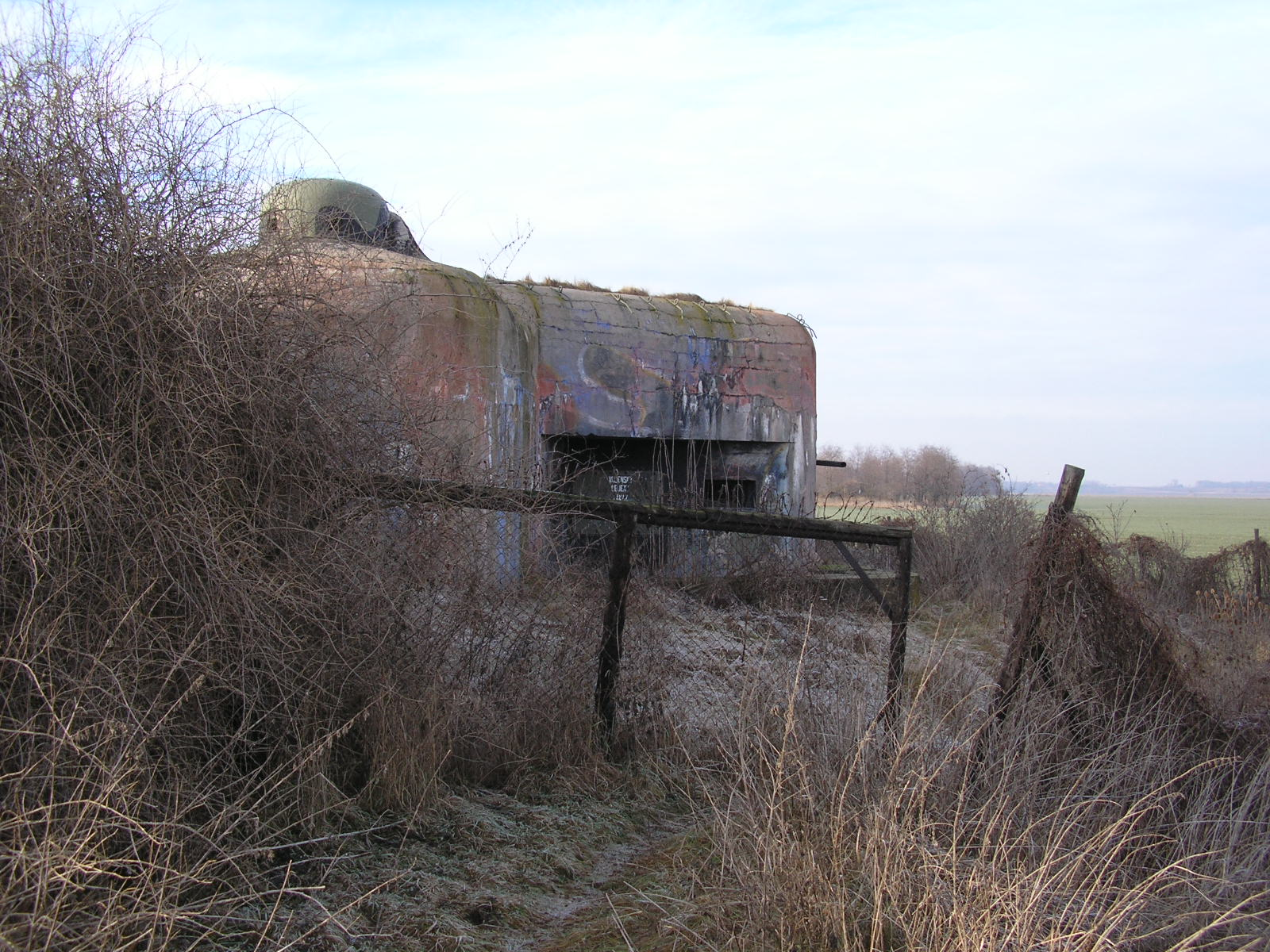
Pěchotní srub MJ-S 15 „Závora“

Srub MJ-S 15 byl postaven podle projektu opavského objektu OP-S 41, podle něhož byly vybudovány i jihomoravské sruby MJ-S 2 a MJ-S 3 u Šatova. Jedná se tedy o izolovaný pěchotní srub oboustranný dvoukřídlý ve II. stupni odolnosti. Objekt měl být vybaven dvěma protitankovými kanóny vz. 36 spřaženými s těžkým kulometem vz. 37 (tzv. zbraň L1) a dvěma dvojčaty těžkých kulometů vz. 37 (zbraň M). Další výzbroj měly tvořit čtyři lehké kulomety vz. 26 pro obranu obvodové překážky. Stejné zbraně měli mít k dispozici i pozorovatelé ve dvou pancéřových zvonech. Osádku mělo tvořit 37 mužů.
Objekt MJ-S 15 byl vybetonován jako první z podúseku 2./XI., betonáž proběhla ve dnech 18. až 27. srpna 1938, kubatura betonu činila 1431 m³. Mnichovská dohoda a odstoupení pohraničí Německu zastihlo objekt ve stádiu hrubé stavby, nebyly osazeny zvony, nebyly provedeny zemní úpravy, atd. Dokončen byl v roce 1948 znojemskou firmou Ing. Růžička, osazené zvony byly vyrobeny ve Vítkovicích až po válce. V letech 1959 a 1960 byl objekt vyzbrojen protitankovým kanónem vz. 44/59, který byl speciálně upraven pro použití v jihomoravských a bratislavských těžkých objektech. Srub sloužil armádě až do roku 1999, kdy byl opuštěn. Dnes se o objekt stará občanské sdružení Klub vojenské historie MJ S 15, které jej postupně rekonstruuje (prozatím probíhají práce na exteriéru) a o některých státních svátcích i zpřístupňuje veřejnosti.

### MJ-S 16 „Výběžek“

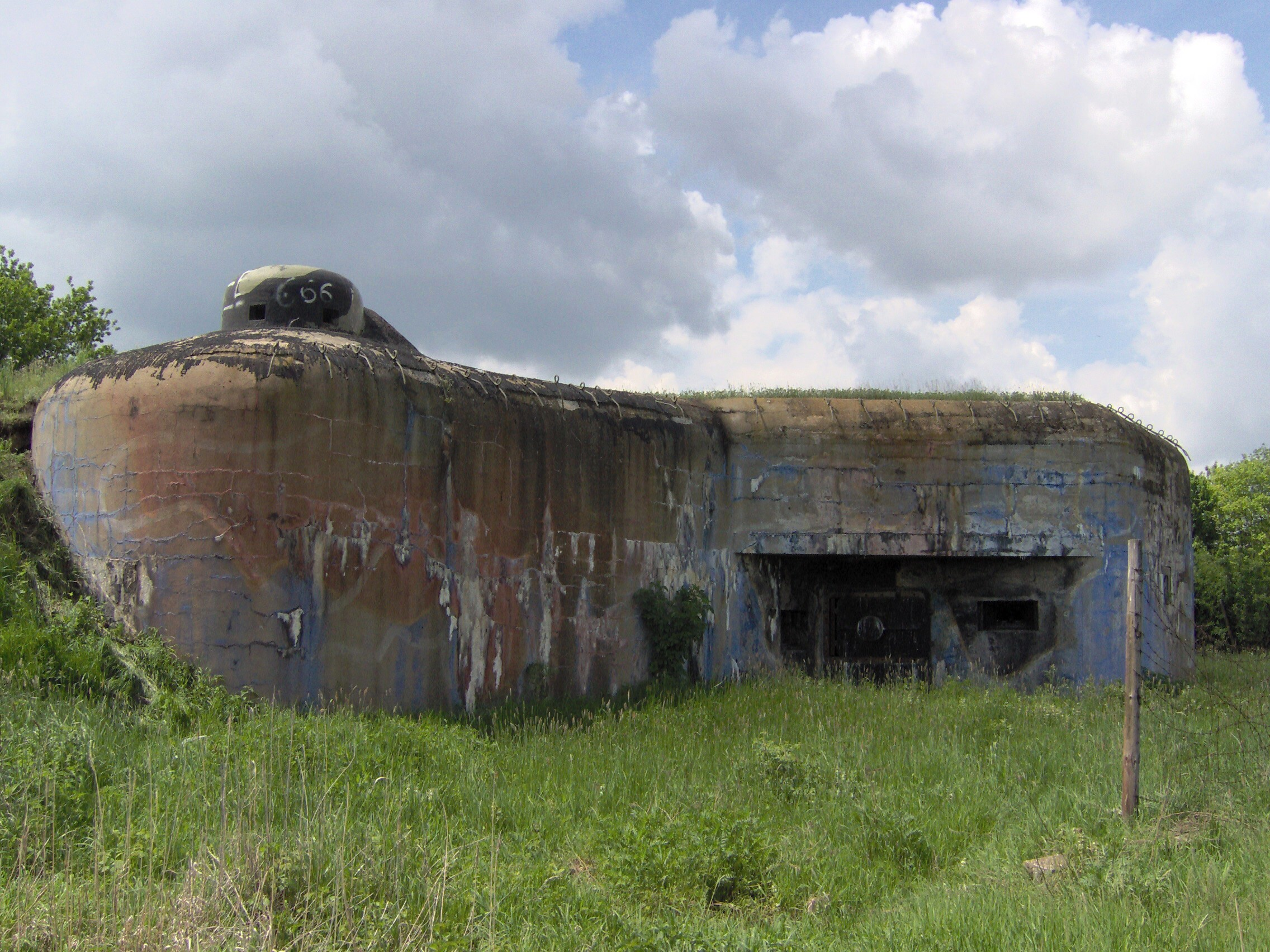
Levé křídlo objektu MJ-S 16 „Výběžek“

Pěchotní srub MJ-S 16 je jednopodlažní objekt (v drtivé většině mají pěchotní sruby dvě patra, spodní s ubikacemi, strojovnou, filtrovnou apod., a bojové horní), který byl zde navržen z důvodu vysoké hladiny podzemní vody. Srub se nachází přibližně 100 m od státní hranice s Rakouskem, jehož území zde díky výběžku zasahuje přibližně 1 km za řeku Dyji.
Objekt MJ-S 16 ve II. stupni odolnosti byl postaven podle projektu srubu OP-S 9 poblíž Opavy. Výzbroj měla být shodná se srubem MJ-S 15. Hlavními zbraněmi měly být dvě zbraně L1 (kanón spřažený s těžkým kulometem) a dvě zbraně M (dvojče těžkých kulometů), pro blízkou ochranu měly sloužit čtyři zbraně N (lehký kulomet) a další dvě shodné zbraně v pancéřových zvonech. Osádku mělo tvořit 35 mužů.
Betonáž pěchotního srubu proběhla ve dnech 6.–13. září 1938, kubatura betonu činila 1660 m³. Při odstoupení pohraničí tedy existoval jako velký železobetonový monolit bez jakékoliv výzbroje a výstroje. Další osudy jsou shodné se sousedním objektem MJ-S 15. Byl dokončen po druhé světové válce (včetně osazení zvonů: jeden byl nově vyroben ve Vítkovických železárnách, druhý pochází z pěchotního srubu Ko-S 1 v Komárně) a vyzbrojen. V letech 1959 a 1960 byly osazeny dva protitankové kanóny vz. 44/59. Zakonzervovaný objekt využívala armáda do roku 1999, poté bylo veškeré vybavení odvezeno a srub byl opuštěn.
V roce 2010 byl pěchotní srub armádou odprodán za částku 276 000 Kč, původní cenu 2,5 milionu Kč nikdo neakceptoval.

### Ostatní objekty
Ostatní zadané pěchotní sruby MJ-S 17 až MJ-S 28 nebyly do Mnichovské dohody postaveny. Nejblíže k dokončení měly objekty MJ-S 17 a MJ-S 18, které byly připravené k betonáži. Objekty MJ-S 19 a MJ-S 20 se nacházely v různém stupni rozestavěnosti, výstavba ostatních srubů vůbec nebyla zahájena.
Ve všech případech se mělo jednat o pěchotní sruby II. stupně odolnosti, s dvojicemi zbraní L1 a M, dalšími třemi až čtyřmi lehkými kulomety pro blízkou ochranu a dvěma pancéřovými pozorovacími zvony. Sruby MJ-S 21, 22 a 25 byly vyprojektovány jako jednopodlažní.